# Kompania graniczna KOP „Głębokie”
Kompania graniczna KOP „Głębokie” – pododdział graniczny Korpusu Ochrony Pogranicza.

## Formowanie i zmiany organizacyjne
Na podstawie rozkazu szefa Sztabu Generalnego L. dz. 12044/O.de B./24 z 27 września 1924, w pierwszym etapie organizacji Korpusu Ochrony Pogranicza sformowano 7 batalion graniczny, a w jego składzie 4 kompanię graniczną KOP.
W 1930 4 kompania graniczna KOP „Głębokie” podlegała dowódcy batalionu KOP „Podświle” . W 1931 w Głębokim funkcjonowała już 2 kompania odwodowa „Głębokie”. Jej dowódcą był były dowódca kompanii granicznej „Głębokie” kpt. Jan Witkowski.

## Służba graniczna
Podstawową jednostką taktyczną Korpusu Ochrony Pogranicza przeznaczoną do pełnienia służby ochronnej był batalion graniczny. Odcinek batalionu dzielił się na pododcinki kompanii, a te z kolei na pododcinki strażnic, które były „zasadniczymi jednostkami pełniącymi służbę ochronną”, w sile półplutonu. Służba ochronna pełniona była systemem zmiennym, polegającym na stałym patrolowaniu strefy nadgranicznej i tyłowej, wystawianiu posterunków alarmowych, obserwacyjnych i kontrolnych stałych, patrolowaniu i organizowaniu zasadzek w miejscach rozpoznanych jako niebezpieczne, kontrolowaniu dokumentów i zatrzymywaniu osób podejrzanych, a także utrzymywaniu ścisłej łączności między oddziałami i władzami administracyjnymi. Miejscowość, w którym stacjonowała kompania graniczna, posiadała status garnizonu Korpusu Ochrony Pogranicza.

## Dowódcy kompanii
- kpt. Jan Witkowski (21 II 1930 −)[7]